# Toyota Corolla Verso
Toyota Corolla Verso – kompaktowy minivan zbudowany na bazie Toyoty Corolli.

## Pierwsza generacja

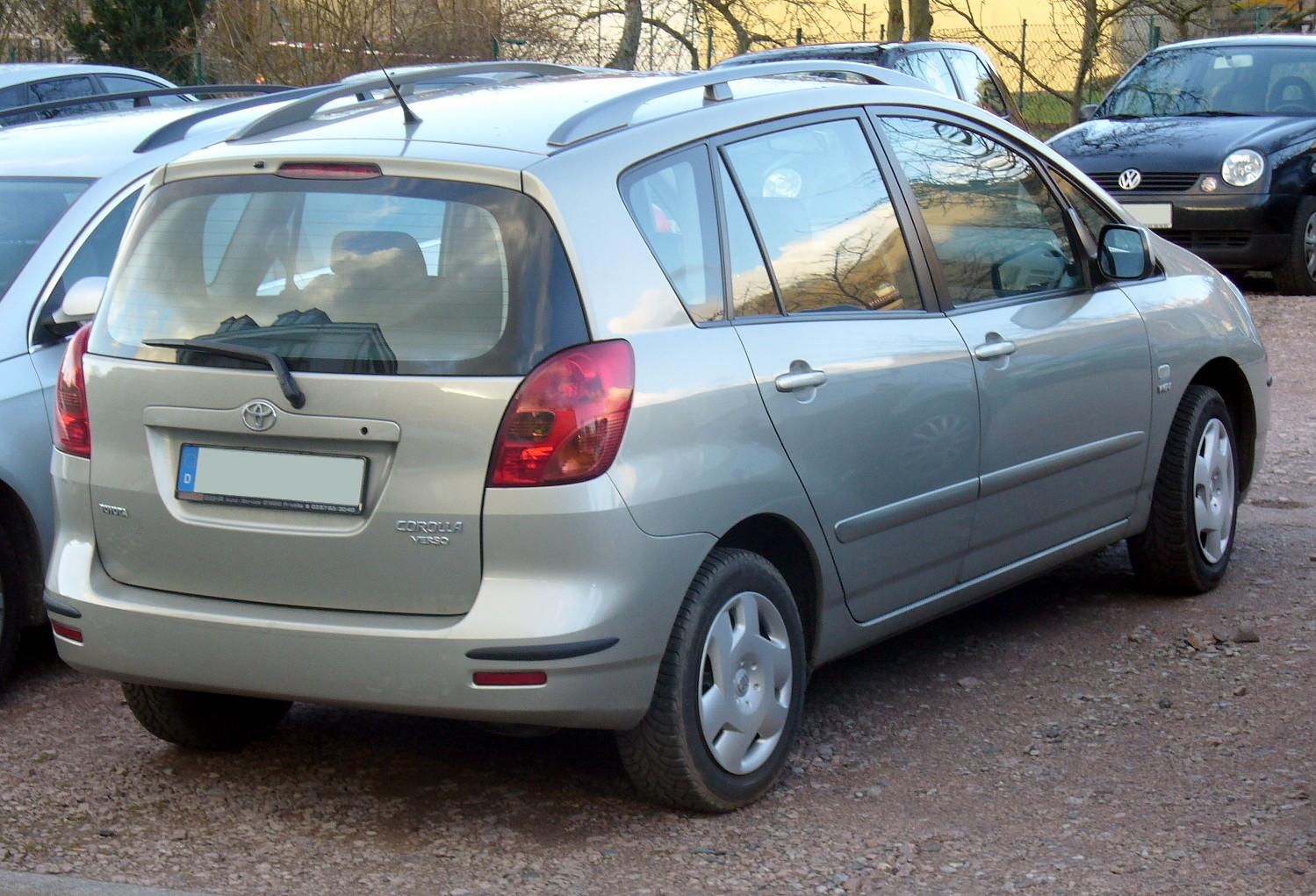
Toyota Corolla Verso I - tył

Toyota Corolla Verso zadebiutowała w 2001 r. Corolla Verso w dużej mierze bazowała na IX generacji Toyoty Corolli. Samochód został zaprojektowany w Japonii i tylko tam był produkowany. Z tego względu cena była bardzo wysoka, więc mimo otrzymywanych bardzo dobrych opinii, nie odniósł większego sukcesu w Europie. Największą popularność Corolla Verso I odniosła w Turcji, w Rosji i w Japonii.  W 2003 r. model na rynek japoński przeszedł nieznaczny facelifting i był produkowany do października 2007 roku pod nazwą Corolla Spacio. Produkcję modelu na rynek europejski zakończono w 2004 roku i zastąpiono go Corollą Verso II, którą zaprojektowano we Francji i produkowano w Turcji.
W ofercie Corolli Verso I były dostępne dwa silniki benzynowe (1.6 110 KM i 1.8 136 KM) oraz jeden turbodiesel (2.0 D4D 90 KM). Silniki te cieszyły się wyjątkowo niską awaryjnością i dużą wytrzymałością, jakkolwiek nie były wyposażone w filtr DPF.

## Druga generacja

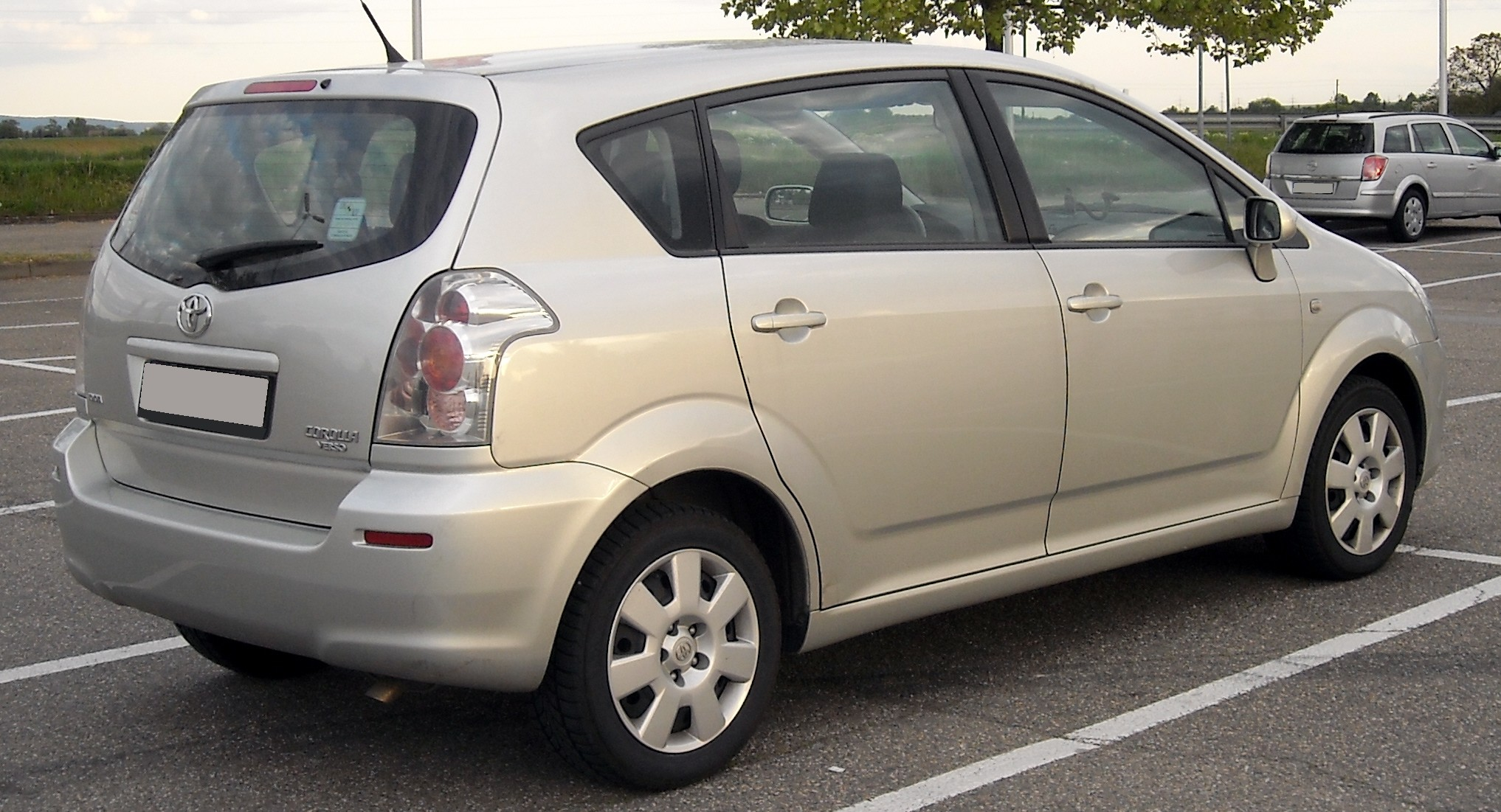
Toyota Corolla Verso II - tył

Pierwsza generacja, produkowana w latach 2001–2004 nie odniosła sukcesu na rynku europejskim ze względu na bardzo wysoką cenę, gdyż była produkowana w Japonii, natomiast druga (wytwarzana od 2004 roku) jest bardzo popularnym autem, wytwarzanym w 5 i 7-osobowej wersji. Samochód otrzymał 5 gwiazdek w testach bezpieczeństwa EuroNCAP. Samochód zaprojektowano we Francji, był produkowany w Turcji i w Wielkiej Brytanii, a oferowany był wyłącznie na rynek europejski. Równolegle w Japonii nadal produkowano Corollę Verso I. 
Wadą Corolli Verso II była dość wysoka cena. Model przechodził jeden facelifting. Na Geneva Motor Show w 2009 roku zaprezentowano następcę pod nazwą Toyota Verso. Model opiera się tym razem na płycie podłogowej Toyoty Avensis III. Verso zastąpił nie tylko model Corolla Verso, ale także model Avensis Verso.
W ofercie Corolli Verso były dostępne silniki benzynowe (1.6 110 KM i 1.8 129 KM) oraz turbodiesle (2.0 D4D 116 KM w początkowym okresie produkcji oraz 2.2 D4D 136 KM i 2.2 D4D 177 KM w końcowym).